# Trappe tusind
Trappe Tusind er et litterært tidsskrift tilknyttet Litteraturvidenskab på Københavns Universitet, som både redigeres af studerende og ikke-studerende. Trappe Tusind er udkommet siden 2008 og udgiver både prosa, lyrik og akademiske artikler.